# Rethera
Rethera là một chi bướm đêm thuộc họ Sphingidae.

## Các loài
- Rethera afghanistana - Daniel 1958
- Rethera amseli - Daniel 1958
- Rethera brandti - O Bang-haas 1937
- Rethera komarovi - (Christoph 1885)